# Abdelmajid Chetali
Abdelmajid Chetali (arabisch عبد المجيد الشتالي, DMG ʿAbd al-Maǧīd aš-Šatālī; * 4. Juli 1939 in Sousse, Tunesien) ist ein ehemaliger tunesischer Fußballspieler und Fußballtrainer. Er trainierte 1978 die tunesische Fußballnationalmannschaft, die als erste afrikanische Mannschaft ein WM-Endrundenspiel gewinnen konnte.

## Karriere

### Spieler

#### Etoile du Sahel
Abdelmajid Chetali stammt aus einer sportlichen Familie. Im Alter von 18 Jahren debütierte er in der ersten Mannschaft der Étoile Sportive du Sahel im Spiel gegen Sfax Railways Sports. Als Spielmacher spielte er in seiner ersten Saison im Championnat de Tunisie 1956/57 in der Stammformation der Etoile du Sahel.

#### Nationalmannschaft
Das Nationaltrikot trug Chetali erstmals am 8. März 1959 im Alter von 20 Jahren. Er nahm an den olympischen Sommerspielen im Jahr 1960 in Rom teil. Dabei verlor die tunesische Mannschaft alle drei Gruppenspiele gegen Polen, Argentinien und Dänemark.
Bei der Fußball-Afrikameisterschaft im Jahr 1965 im eigenen Land führte er die Mannschaft bis zum Finale gegen Ghana. Trotz seines Tores in der 47. Minute verlor Tunesien das Spiel in der Verlängerung mit dem Endergebnis 2:3.

### Trainer

#### Etoile du Sahel
Nachdem er seine aktive Karriere im Jahr 1968 beendet hatte, studierte er an der Deutschen Sporthochschule in Köln. Nach seinem Abschluss kehrte Chetali nach Sousse zurück und übernahm einen Trainerjob bei der ersten Mannschaft von Etoile. In fünf Jahren holte er im Jahr 1972 den Championnat de Tunisie (Meistertitel), sowie zweimal den Coupe de Tunisie (Pokal) in den Jahren 1974 und 1975. Zusätzlich holte er im Jahr 1973 den Maghreb Champions Cup.

#### Nationalmannschaft
Im Jahr 1975 übernahm Chetali die Verantwortung für die tunesische Fußballnationalmannschaft. Die Mannschaft sichert sich zum ersten Mal die Teilnahme an einer WM-Endrunde. Im Spiel der Gruppe B bei der Fußball-Weltmeisterschaft 1978 gegen Mexico gelang Tunesien ein historischer Sieg. Trotz eines Rückstandes von 0:1 nach der ersten Halbzeit drehten die Tunesier das Spiel und gewannen mit 3:1. Dies bedeutete den ersten Sieg einer afrikanischen Mannschaft in einer Endrunde. Im zweiten Gruppenspiel verlor man allerdings gegen den WM-Dritten von 1974 Polen mit 0:1. Das dritte Spiel gegen Titelverteidiger Deutschland endete 0:0. Tunesien beendete die Vorrunde mit Platz drei und verpasste somit den Einzug in die zweite Runde. Dank dieser Leistung wurde der Anzahl der afrikanischen WM-Teilnehmer von einem Teilnehmer auf zwei erhöht.
Trotz dreier weiterer WM-Teilnahmen in den Jahren 1998, 2002 und 2006 blieb es für die tunesische Mannschaft bei diesem einzigen Sieg in einer Endrunde.
Abdelmajid Chetali war mit 38 Jahren und 333 Tagen der jüngste Trainer bei der Fußball-Weltmeisterschaft 1978.

## Erfolge

### Spieler
- Championnat de Tunisie (3): 1958, 1963 und 1966.
- Coupe de Tunisie (2): 1959 und 1963.
- Dritter Platz in der Fußball-Afrikameisterschaft 1963.
- Zweiter Platz in der Fußball-Afrikameisterschaft 1965.
- Olympiateilnehmer 1960 in Rom.
- Arabischer Nationenpokal (1): 1963.

### Trainer
- Championnat de Tunisie (1): 1972.
- Coupe de Tunisie (2): 1974 und 1974.
- Maghreb Champions Cup (1): 1973.
- WM-Teilnehmer 1978.